# زمستان بهار تابستان یا پاییز
زمستان بهار تابستان یا پاییز (به انگلیسی: Winter Spring Summer or Fall) یک فیلم درام-عاشقانه محصول سال ۲۰۲۴ به کارگردانی تیفانی پالسن بر اساس فیلم‌نامه‌ای از دن شوفر است. جنا اورتگا، پرسی هاینس وایت، ماریسول نیکولز و آدام رودریگوئز در این فیلم بازی می‌کنند. اولین نمایش جهانی این فیلم در جشنواره ترایبکا در ۶ ژوئن ۲۰۲۴ انجام شد.

## بازیگران
- جنا اورتگا در نقش رمی آگیلار
- پرسی هاینس وایت در نقش بارنز هاثورن
- ماریسول نیکولز در نفش کارمن
- الیاس کاکاواس در نقش پی‌جِی
- آدام رودریگوئز در نقش خاویر
- ژاکلین امرسون در نقش رابین
- اوانجلین باروس در نقش اوانجلین
- کیت راچسی در نقش وندی
- الکسیس زولیکوفر در نقش شریل
- گرت آلن در نقش دین
- لارکین بل در نقش سایرا
- کورین تردول در نقش اشلی میدلتون
- کایلی اندرسون در نقش اریکا موریس
- لانگی تویفوا در نقش کانر فریسک
- جوی میاشیما در نقش کنجی
- وندی جوزف در نقش کیت
- آهایسه در نقش وید
- بریجت اوبرلین در نقش استیوی
- تران لو در نقش لوکاس
- بی‌زی کالینز در نقش باونسر
- مایکل ترنر در نقش بیسیست
- کامرون فورمستر در نقش گیتاریست
- برایانا وندورف در نقش درامر
- مارک پروونچر در نقش آقای پروونچر

## پخش
این فیلم در ۶ ژوئن ۲۰۲۴ در جشنواره ترایبکا ۲۰۲۴ به نمایش درآمد. این فیلم قرار است در پارامونت پلاس منتشر شود.